# HD150391
HD150391 — хімічно пекулярна зоря спектрального класу A2, що має видиму зоряну величину в смузі V приблизно  8,2.
Вона  розташована на відстані близько 548,2 світлових років від Сонця.